# Fornello portatile

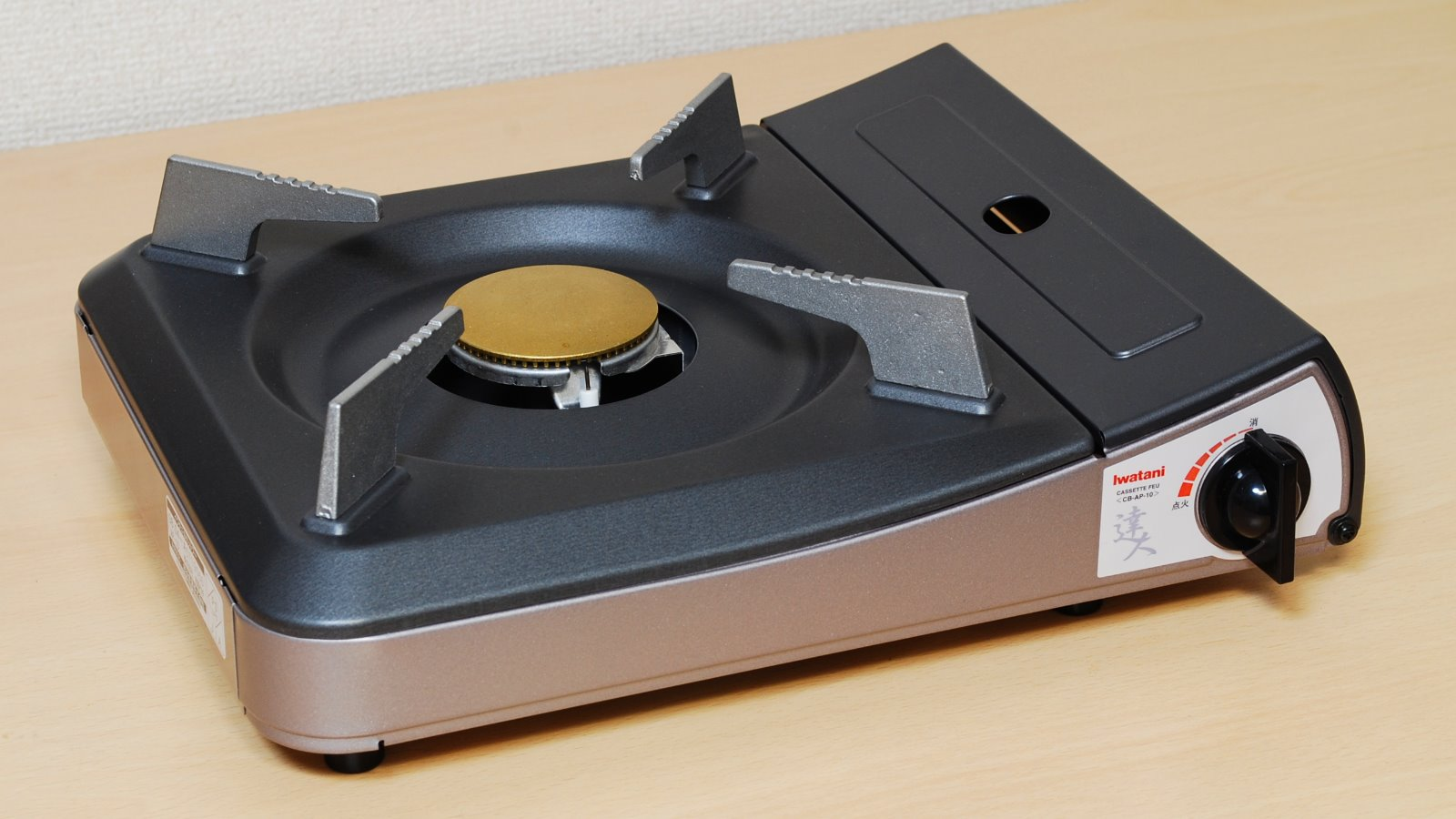
Fornello a gas portatile

Un fornello portatile è un fornello specificatamente progettato per essere portatile e leggero, da utilizzare ad esempio per campeggio, pic-nic, escursionismo o per l'utilizzo in luoghi remoti dove è richiesto un mezzo per cucinare facilmente trasportabile.
Ne esistono di varie tipologie, a seconda della dimensione e del combustibile utilizzato.
Con l'esclusione dei fornelli a gas a bombola, gli altri fornelli vengono anche definiti fornelli da escursionismo: il fornello da escursionismo (o da trekking) si distingue per il peso ridotto, tale da renderlo trasportabile anche in zaino.

## Fornello a gas a bombola
Fornello a gas tipicamente a due o tre fuochi che utilizza normali bombole di gas da cucina (da alcuni Kg, ricaricabili), trasportabile su mezzi motorizzati, molto usato in campeggio.

## Fornello a gas a cartucce

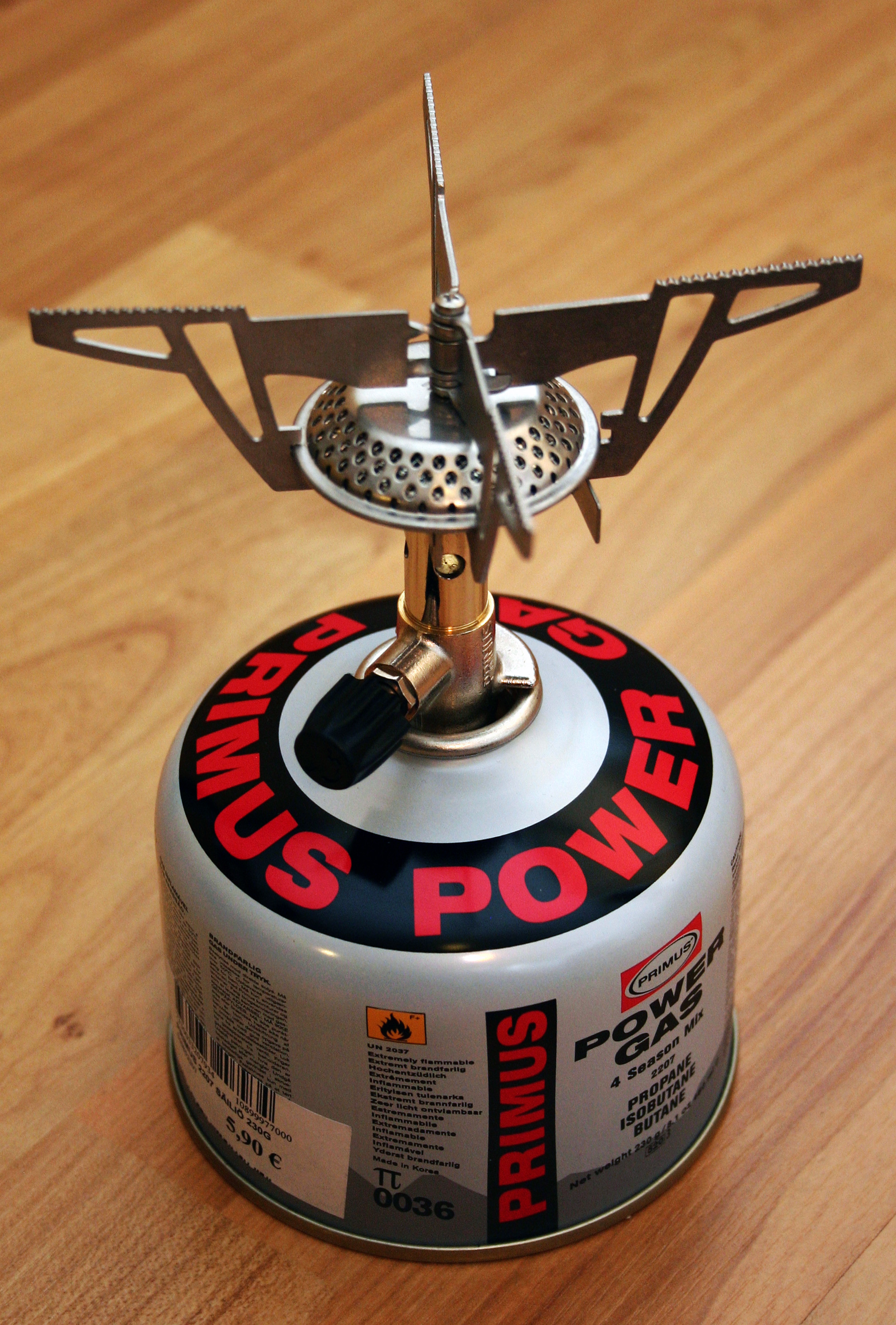
Fornello a gas a cartuccia

Fornello a gas che utilizza bombolette non ricaricabili (dette cartucce, normalmente da 100-500 gr) contenenti una miscela di butano e propano; il fornello si applica solitamente direttamente sopra la bomboletta, ha fiamma regolabile e può avere un pulsante per l'accensione piezoelettrica.
Vantaggi:
- Accensione immediata
- Fiamma facilmente regolabile

Svantaggi:
- Costo delle cartucce relativamente alto
- Scarsa compatibilità fra le cartucce di produttori diversi
- Poco adatti all'uso a basse temperature perché la miscela butano-propano in queste condizioni ha difficoltà a vaporizzare.

## Fornello multicombustibile
Fornello che può utilizzare come combustibile diversi combustibili liquidi (ad esempio benzina, gasolio, alcool). L'accensione è più complessa di quelli a gas, dato che richiede una fase di pre-riscaldamento (va messo ed acceso un po' di combustibile su un piattino sotto l'ugello per portarlo in temperatura)
Vantaggi:
- Funzionano anche a basse temperature
- Combustibile economico e facilmente reperibile

Svantaggi:
- Più costosi dei fornelli a gas a cartuccia
- Accensione più complessa dei fornelli a gas

## Fornello a spirito

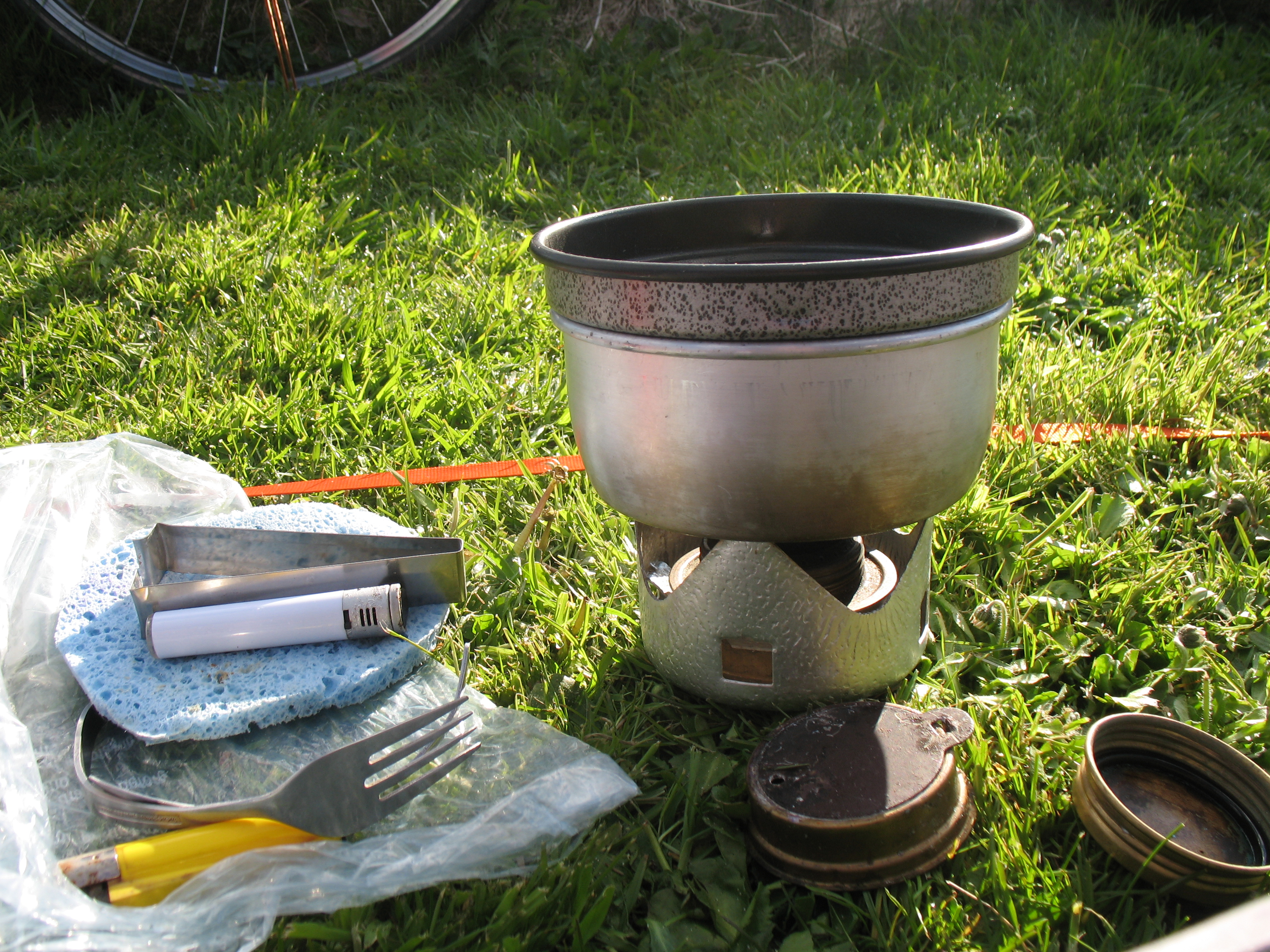
Set "Mini-Trangia" per singoli escursionisti, comprensivo di fornello, supporto pentola, pentola e padella/coperchio.

I fornellini a spirito sono tra i fornelli portatili più leggeri, rivolti principalmente a chi deve cucinare per una-due persone; utilizzano il comune ed economico alcool etilico denaturato (o altri tipi di alcool). Il modello commerciale più famoso è quello prodotto dal 1925 dall'azienda svedese Trangia (o i suoi cloni), distribuito in Italia dalla Ferrino.
Vantaggi:
- Leggero (111gr)
- Fornello che funge anche da contenitore dell'alcool (fino a 100ml)
- Combustibile di prezzo contenuto e facilmente reperibile in molti Paesi

Svantaggi:
- Potenza limitata, sufficiente di solito per uno-due escursionisti

## Fornello ad alcool autocostruito

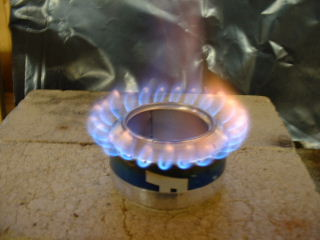
Esempio di fornello ad alcool costruito a partire da lattine vuote

Sono molto diffusi tra gli escursionisti più attenti al peso del proprio equipaggiamento, e ne esistono di moltissimi tipi anche se i modelli più comuni sono costruiti a partire da una-due lattine vuote da bibite/birra (da 33 o 50 cl), ed impiegano 5-7 minuti per far bollire mezzo litro di acqua (quantitativo tipico richiesto per la preparazione di piatti liofilizzati o di due tazze di tè) consumando circa 15-20ml di alcool.
Esistono numerosi siti internet dedicati all'autocostruzione di fornelli ad alcool.

Vantaggi:
- Leggerissimi (peso di solito attorno ai 10-20 gr)
- Gratuiti (dato che vengono costruiti con materiale di recupero)
- Combustibile di prezzo contenuto e facilmente reperibile in molti Paesi

Svantaggi:
- Richiedono un contenitore a parte per l'alcool, e vanno riempiti a priori con un quantitativo sufficiente di alcool per la cottura desiderata (a cottura conclusa spesso non è possibile o non è pratico recuperare l'alcool avanzato)
- Potenza limitata, sufficiente di solito per uno-due escursionisti

## Fornello a legna
È una sorta di braciere portatile, spesso pieghevole, in cui l'escursionista può bruciare ramoscelli, pigne e altri materiali vegetali.

## Fornello a combustibile solido

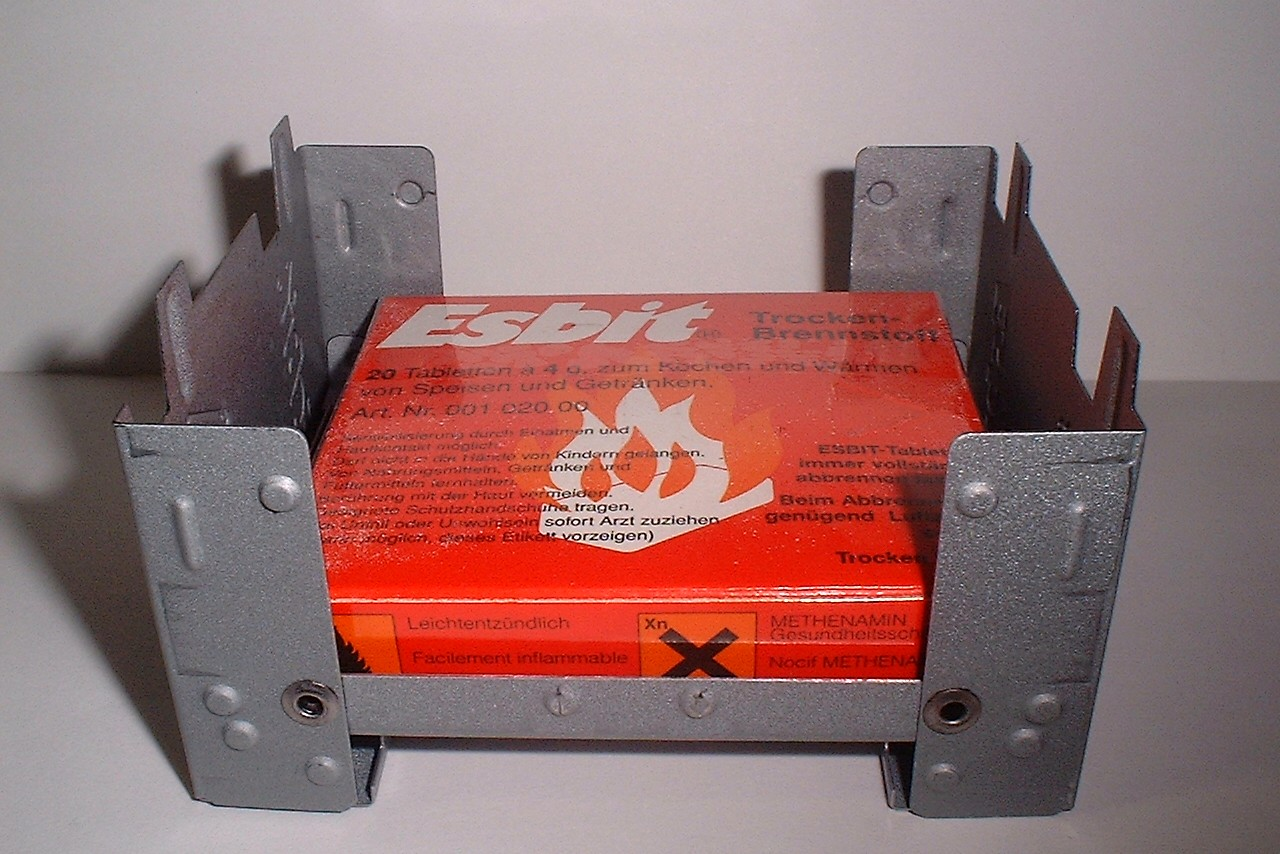
Fornello a combustibile solido

Detto anche "fornello ad Esbit" dal nome del più noto produttore di questa tipologia di fornelli, è una delle tipologie più semplici: il fornello è in pratica un semplice sostegno per tazza/pentolino, utilizza cubetti di combustibile solido (solitamente Hexamine) e viene utilizzato principalmente per preparare tazze di bevande calde.